# Galium aschenbornii
Galium aschenbornii är en måreväxtart som beskrevs av Johannes Conrad Schauer. Galium aschenbornii ingår i släktet måror, och familjen måreväxter. IUCN kategoriserar arten globalt som otillräckligt studerad. Inga underarter finns listade i Catalogue of Life.